# Sitio trinacional de Sangha
El Sitio trinacional de Sangha es una zona de bosque formada por varios parques nacionales y situada entre los estados de Camerún, la República Centroafricana y la República del Congo que fue declarada Patrimonio de la Humanidad por la Unesco en 2012.

## Localización

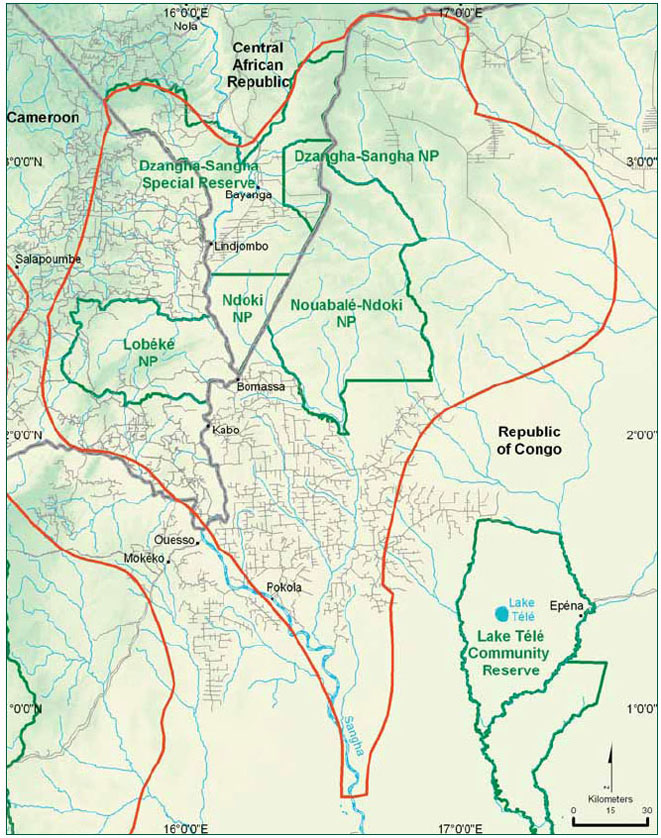
Sitio Trinacional de Sangha

El Sitio trinacional de Sangha se localiza en la cuenca noroccidental del río Congo, en la zona de confluencia de las fronteras de Camerún, República Centroafricana y Congo. Se forma de tres parques nacionales contiguos que suman una superficie total de unas 750.000 hectáreas:
| Parque Nacional                   | País                     | Extensión (km²) |
| --------------------------------- | ------------------------ | --------------- |
| Parque nacional de Lobéké         | Camerún                  | 2178,54         |
| Parque nacional Dzanga-Ndoki      | República Centroafricana | 1143,26         |
| Parque nacional de Nouabalé-Ndoki | República del Congo      | 3921,61         |